# Liga dos Campeões da CONCACAF de 2013–14 – Fases Finais
As Fases Finais da Liga dos Campeões da CONCACAF de 2013–14 foram disputadas entre março e abril de 2014. Um total de oito equipes disputaram esta fase.

## Equipes classificadas
Os vencedores dos oito grupos da fase de grupos se classificaram para esta fase.
| Grupo | Vencedores           |
| ----- | -------------------- |
| 1     | Árabe Unido          |
| 2     | Sporting Kansas City |
| 3     | Cruz Azul            |
| 4     | Alajuelense          |
| 5     | San José Earthquakes |
| 6     | Toluca               |
| 7     | Tijuana              |
| 8     | Los Angeles Galaxy   |

## Chaveamento
O chaveamento para a fase final é determinado pela classificação na fase de grupos. Os cruzamentos ocorrem da seguinte forma: 1º vs. 8º, 2º vs. 7º, 3º vs. 6º, 4º vs. 5º.
| Chave | Equipe               | P  | J | V | E | D | GP | GC | SG  |
| ----- | -------------------- | -- | - | - | - | - | -- | -- | --- |
| 1     | Toluca               | 12 | 4 | 4 | 0 | 0 | 15 | 4  | +11 |
| 2     | Cruz Azul            | 12 | 4 | 4 | 0 | 0 | 10 | 2  | +8  |
| 3     | Tijuana              | 10 | 4 | 3 | 1 | 0 | 10 | 2  | +8  |
| 4     | Árabe Unido          | 9  | 4 | 3 | 0 | 1 | 7  | 3  | +3  |
| 5     | Alajuelense          | 9  | 4 | 3 | 0 | 1 | 4  | 1  | +3  |
| 6     | Los Angeles Galaxy   | 9  | 4 | 3 | 0 | 1 | 6  | 4  | +2  |
| 7     | Sporting Kansas City | 8  | 4 | 2 | 2 | 0 | 5  | 1  | +4  |
| 8     | San José Earthquakes | 6  | 4 | 2 | 0 | 2 | 4  | 2  | +2  |

## Quartas-de-final
Todos os horários em (UTC−4).

### Partidas de ida
| 10 de março de 2014 | Alajuelense | 0 – 0     | Árabe Unido | Estádio Alejandro Morera Soto, Alajuela |
| 22:00               |             | Relatório |             | Árbitro: MEX Roberto García             |

| 11 de março de 2014 | San José Earthquakes | 1 – 1     | Toluca   | Buck Shaw Stadium, Santa Clara |
| 22:00               | Gordon 90+5'         | Relatório | Nava 67' | Árbitro: CRC Walter Quesada    |

| 12 de março de 2014 | Sporting Kansas City | 1 – 0     | Cruz Azul | Sporting Park, Kansas City |
| 20:00               | Ellis 17'            | Relatório |           | Árbitro: SLV Elmer Bonilla |

### Partidas de volta
| 18 de março de 2014 | Tijuana                                 | 4 – 2     | Los Angeles Galaxy | Estádio Caliente, Tijuana   |
| 22:00               | Ayoví 2', 9' · Benedetto 26' · Ruiz 82' | Relatório | Keane 47', 84'     | Árbitro: PAN Roberto Moreno |

Tijuana venceu por 4–3 no placar agregado e avançou para as semifinais.
| 19 de março de 2014 | Toluca       | 1 – 1 (pro) | San José Earthquakes | Estádio Nemesio Díez, Toluca  |
| 20:00               | Brizuela 69' | Relatório   | Harden 56'           | Árbitro: HON Héctor Rodríguez |

|                                                  |       | Penalidades                                     |  |
| Nava Ríos Velázquez Ponce Talavera Wilson Matias | 5 – 4 | Wondolowski Gordon Cronin Schuler Koval Salinas |  |

2–2 no placar agregado.Toluca venceu a disputa por pênaltis e avançou para as semifinais.
| 19 de março de 2014 | Cruz Azul                                       | 5 – 1     | Sporting Kansas City | Estádio Azul, Cidade do México |
| 22:00               | Pavone 2', 24', 55' · Formica 66' · Giménez 70' | Relatório | Feilhaber 44'        | Árbitro: GUA Walter Lopez      |

Cruz Azul venceu por 5–2 no placar agregado e avançou para as semifinais.
| 20 de março de 2014 | Árabe Unido | 0 – 2     | Alajuelense                | Estádio Rommel Fernández, Cidade do Panamá |
| 22:00               |             | Relatório | Palacios 6' · McDonald 58' | Árbitro: SLV Joel Aguilar                  |

Alajuelense venceu por 2–0 no placar agregado e avançou para as semifinais.

## Semifinais
Todos os horários em (UTC−4).

### Partidas de ida
| 1 de abril de 2014 | Alajuelense | 0 – 1     | Toluca    | Estádio Alejandro Morera Soto, Alajuela |
| 20:00              |             | Relatório | Silva 71' | Árbitro: USA Mark Geiger                |

| 1 de abril de 2014 | Tijuana              | 1 – 0     | Cruz Azul | Estádio Caliente, Tijuana     |
| 22:00              | Pellerano 78' (pen.) | Relatório |           | Árbitro: MEX Francisco Chacón |

### Partidas de volta
| 8 de abril de 2014 | Toluca                       | 2 – 0     | Alajuelense | Estádio Nemesio Díez, Toluca   |
| 20:00              | Esquivel 35' · Salgueiro 62' | Relatório |             | Árbitro: SUR Enrico Wijngaarde |

Toluca venceu por 3–0 no placar agregado e avançou a final.
| 9 de abril de 2014 | Cruz Azul                 | 2 – 0     | Tijuana | Estádio Azul, Cidade do México |
| 20:00              | Güemez 3' · Domínguez 51' | Relatório |         | Árbitro: MEX Paul Delgadillo   |

Cruz Azul venceu por 2–1 no placar agregado e avançou a final.

## Finais
Todos os horários em (UTC−4).

### Partida de ida
| 15 de abril de 2014 | Cruz Azul | 0 – 0     | Toluca | Estádio Azul, Cidade do México |
| 20:00               |           | Relatório |        | Árbitro: MEX Roberto García    |

### Partida de volta
| 23 de abril de 2014 | Toluca      | 1 – 1     | Cruz Azul  | Estádio Nemesio Díez, Toluca |
| 20:00               | Benítez 63' | Relatório | Pavone 41' | Árbitro: MEX Marco Rodríguez |